# Dicky Schumacher
John oder James Richard „Dicky“ Schumacher (* 18. November 1863 in Ottersberg; † 16. Juni 1933 in Woodford) war ein deutschstämmiger englischer Fußballschiedsrichter.

## Sportlicher Werdegang
Schumacher leitete diverse Spiele in der Football League sowie Wettbewerben der englischen Football Association. Im April 1909 leitete er an der Stamford Bridge die zweite Austragung des Charity Shield, als der Meister der Football League Newcastle United sich mit einem 2:0-Erfolg über den Meister der Southern League Northampton Town durchsetzte. Zudem stand er zwischen 1909 und 1914 bei fünf Länderspielen als Spielleiter auf dem Feld.  Zudem pfiff er die Finalspiel um den FA Cup 1911/12, in dem sich der FC Barnsley nach einem 0:0-Remis im regulären Finalspiel im Londoner Crystal Palace durch einen 1:0-Erfolg nach Verlängerung nach einem Treffer von Harry Tufnell im notwendigen in der Sheffielder Bramall Lane ausgetragenen Wiederholungsspiel durchsetzte.
Für die Fachzeitschrift The Football Referee trug Schumacher nach dem Ende seiner aktiven Schiedsrichterlaufbahn Artikel bei.